# Кулаковка (Гришинское сельское поселение, у д. Завидово)
Кулаковка — деревня в Оленинском муниципальном округе Тверской области.

## География
Находится в юго-западной части Тверской области на расстоянии приблизительно 14 км на восток-юго-восток по прямой от административного центра округа поселка Оленино.

## История
Показана еще на карте Менде (состояние местности на 1848 год). В 1859 году здесь (тогда деревня Ржевского уезда Тверской губернии) было учтено 7 дворов, в 1939 — 25. До 2019 года входила в состав ныне упразднённого Гришинского сельского поселения.

## Население
Численность населения: 81 человек (1859 год), 0 как в 2002 году, так и в 2010.